# Vila Praia de Âncora
Vila Praia de Âncora ist eine Gemeinde im Kreis Caminha des Distrikts Distrikt Viana do Castelo in Portugal. Die Gemeinde hat auf einer Fläche von 8,4 km² 4623 Einwohner (Stand 19. April 2021).

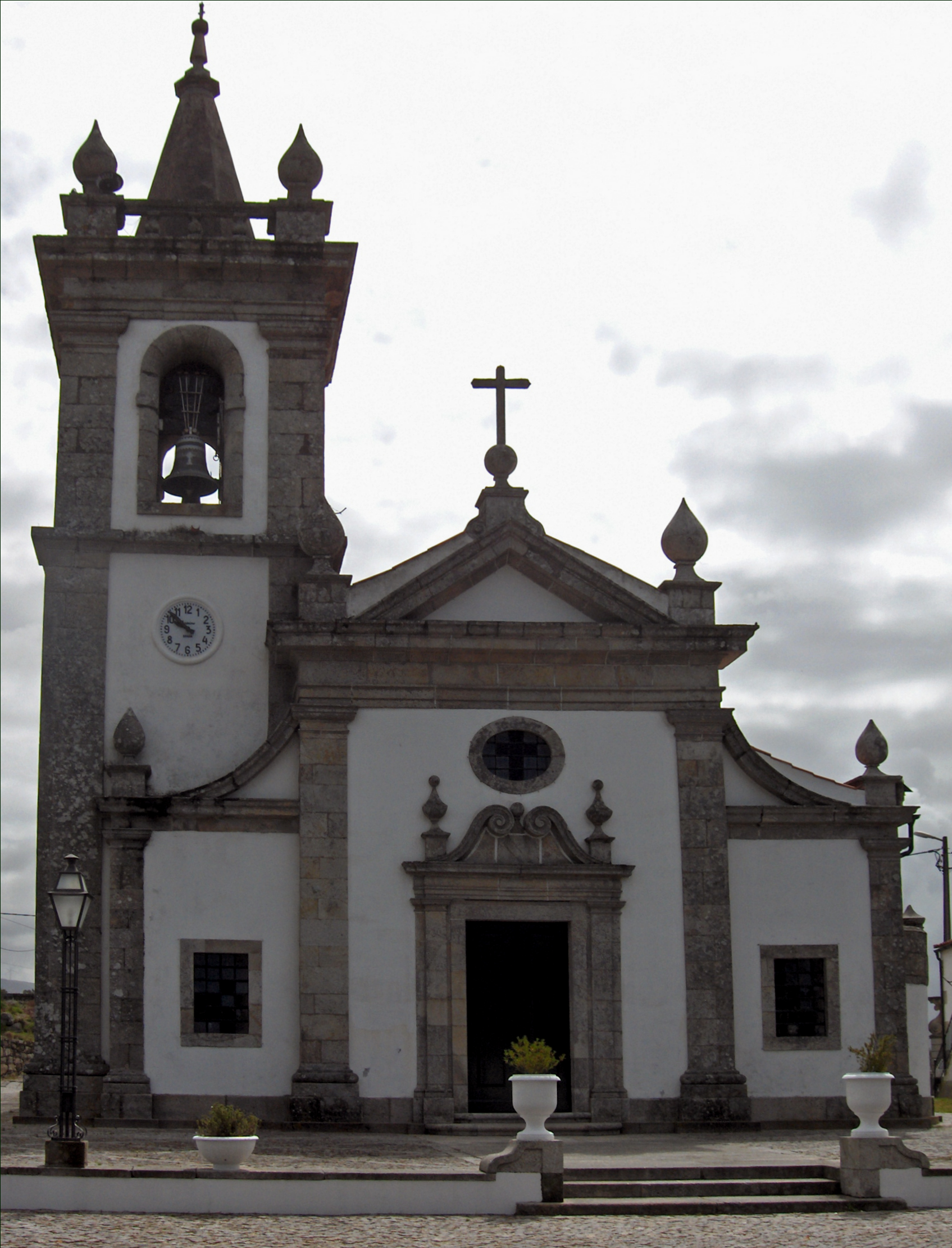
Kirche (pt: Igreja Matriz) von Vila Praia de Âncora

Der Ort wurde 1924 von Santa Marinha de Gontinhães auf Vila Praia de Âncora umbenannt als der Ort zur Vila (dt. Kleinstadt) erhoben wurde, ist aber weiterhin unter dem Namen bekannt.

## Sehenswürdigkeiten
- Dólmen da Barrosa, Megalithanlage

## Verkehr
Die Gemeinde hat Anschluss an die Autoestrada A28, die von Porto nach Caminha führt, und an die Linha do Minho.

## Söhne und Töchter der Stadt
- Carlos Pinheiro (1925–2010), Weihbischof von Braga
- Quim Barreiros (* 1947), Sänger